# یوشیدا زنگو
یوشیدا زنگو (به ژاپنی: 吉田 善吾, Yoshida Zengo); ۱۴ فوریهٔ ۱۸۸۵ – ۱۴ نوامبر ۱۹۶۶) دریابد اهل ژاپن بود.